# Notte di piaceri
Notte di piaceri (Night Pleasures) è il secondo capitolo della saga Dark-Hunter della scrittrice statunitense Sherrilyn Kenyon. Il libro segue le vicende di un Cacciatore Oscuro, Kyrian di Tracia, comparso anche nel primo volume ma solo come ricordo del personaggio Julian, compagno di battaglia di Kyrian nell'Antica Grecia. In questo volume appare anche il Cacciatore Oscuro Talon, sulla cui storia è incentrato il volume successivo, L'abbraccio della notte. Notte di piaceri è divenuto un best seller del New York Times e del USA Today.
Il libro fu originariamente proposto per la pubblicazione nel 1991 ma rifiutato da numerosi editori di New York, venne successivamente pubblicato come e-book nel 1999 dalla casa editrice St. Martin e poi pubblicato in formato cartaceo nell'ottobre del 2002.

## Trama
Kyrian di Tracia è un ex valoroso condottiero dell'esercito trace, consegnato ai nemici romani dalla moglie Theone, che tradendolo scatenò in lui il dolore necessario per attirare la dea Artemide in cerca di Cacciatori Oscuri. A differenza degli altri Cacciatori, divenuto un essere sovrannaturale, un vampiro, non consumò la sua vendetta contro la moglie, lasciando che il destino si occupasse di lei. Kyrian, dando la caccia ai demoni\vampiri, un giorno, si imbatte in Desiderius, un demone molto antico dotato di particolari poteri di cui dispone dalla nascita, poiché è figlio del dio Dioniso e di una donna apollinea.

Una mattina, Kyrian, si risveglia in una stanza buia legato ad una donna sconosciuta. La donna è Amanda Devereaux, appartenente ad una strana famiglia i cui componenti hanno poteri sovrannaturali. Subito dopo il loro risveglio i due ricevono la visita di Desiderius che confessa di essere l'artefice del rapimento, ma il suo obiettivo sembra non essere Amanda, ma Tabitha, sua sorella gemella e cacciatrice di vampiri.
Desiderius li lascia andare pregustando l'idea di dar loro la caccia e farli soffrire. Questo evento lega profondamente Kyrian e Amanda. La donna, grazie al vampiro, riuscirà a scoprire ed a governare i propri poteri assopiti; Kyrian, grazie ad Amanda, incontrerà dopo secoli il suo vecchio amico Julian il Macedone e troverà un modo per riavere indietro la sua anima.